# ماهون بلند
ماهون بلند (نام علمی: Entandrophragma excelsum) نام یک گونه از تیره زیتون‌تلخیان است.